# Welcome to Nowa Huta
Welcome to Nowa Huta – międzynarodowy letni turniej piłkarski, rozgrywany od 2010 roku na Stadionie Miejskim Hutnik Kraków. Nazwa odnosi się do dzielnicy Krakowa, Nowej Huty, z której pochodzi gospodarz zawodów – Hutnik.
Welcome to Nowa Huta jest najstarszym cyklicznie rozgrywanym międzynarodowym letnim turniejem piłkarskim w Polsce. Pomysłodawcą i dyrektorem turnieju jest Adam Gliksman.

## Historia
W 2009 r. w ramach obchodów 60-lecia powstania Nowej Huty kibice Hutnika Kraków przygotowali we współpracy z Gminą Miejską Kraków mecz piłkarski swego klubu z najstarszym piłkarskim klubem świata – Sheffield F.C. Spotkanie to zostało rozegrane 25 lipca 2009 r. i zakończyło się zwycięstwem Hutnika 3-1.
W 2010 r., po upadku Hutnik Kraków SSA, prowadzenie drużyny Hutnika przejęło stowarzyszenie Nowy Hutnik 2010. Pierwszą imprezą zorganizowaną przez stowarzyszenie były zawody „Welcome to Nowa Huta”. Ideą turnieju jest zapraszanie do Nowej Huty zagranicznych zespołów, posiadających bogatą historię i cieszących się wsparciem ze strony kibiców. Zawody mają dać szansę zawodnikom Hutnika na mierzenie się z zagranicznymi zespołami, a także promować Nową Hutę, Kraków i Małopolskę.
Podczas pierwszej edycji turnieju, zwycięstwo odniosła drużyna 1. FC Magdeburg (Niemcy), która pokonała Hutnik Nowa Huta 2-0. W drugiej edycji Hutnik Nowa Huta zmierzył się z hiszpańskim CD Universidad de Navarra, wygrywając 3-0.  W trzeciej edycji Hutnik zagrał z jednym z najstarszych klubów piłkarskich Słowacji – FC Petržalka 1898, której uległ 1-2. W czwartej edycji hutnicy nie sprostali rezerwom Ferencvarosu Budapeszt, przegrywając również 1-2.
Podczas piątej edycji Hutnik zagrał z drugą drużyną Dynama Kijów. Ukraińcy zaimponowali kibicom na Suchych Stawach ambicją, wygrywając z gospodarzami turnieju aż 6-1 .
„Welcome to Nowa Huta” to także szeregi imprez towarzyszących, adresowanych do kibiców obydwu drużyn, takich jak turnieje drużyn amatorskich, konkurs darta, mecz „bubble football” itd.

## Zasady
W zawodach bierze udział drużyna Hutnika Nowa Huta oraz jeden zaproszony klub z zagranicy. Mecz trwa 90 minut. W przypadku nierozstrzygnięcia spotkania w regulaminowym czasie o zwycięstwie decyduje konkurs rzutów karnych.

### Logo
Od 2013 r. turniej posiada własne logo, zaprojektowane przez Karola Jurka.

### Nagrody
Zwycięska oraz przegrana drużyna otrzymują puchary ufundowane przez: Prezydenta Miasta Krakowa Jacka Majchrowskiego (2010–2011) i Przewodniczącego Sejmiku Województwa Małopolskiego Kazimierza Barczyka (2012–2014).

### Sponsorzy i partnerzy
Od 2013 roku Sponsorem Głównym turnieju jest Nalco An Ecolab Company. W 2011 r. i w 2013 r. partnerem turnieju była Gmina Miejska Kraków, a w l. 2012, 2013 i 2014 Województwo Małopolskie.

## Welcome to Nowa Huta 2010
Wyniki 1. edycji turnieju piłkarskiego Welcome to Nowa Huta, który odbył się w dniu 24 lipca 2010 r. na stadionie Suche Stawy w Krakowie.

### Mecze
| 24 lipca 2010 | Hutnik Nowa Huta | 0 – 20 – 1 | 1. FC Magdeburg · Stiefel 40' · Wolf 87' | Suche Stawy Widzów: 3 000 |
|               |                  |            |                                          |                           |

### Najlepsi strzelcy
| Ranking | Nazwisko   | Drużyna         | Gole |
| ------- | ---------- | --------------- | ---- |
| 1       | M. Stiefel | 1. FC Magdeburg | 1    |
| 2       | D. Wolf    | 1. FC Magdeburg | 1    |

## Welcome to Nowa Huta 2011
Wyniki 2. edycji turnieju piłkarskiego Welcome to Nowa Huta, który odbył się w dniu 18 sierpnia 2011 r. na stadionie Suche Stawy w Krakowie.

### Mecze
| 18 sierpnia 2011 | Hutnik Nowa Huta · Krawczyk 8' · Cichy 18' · Nawrot 68' | 3 – 02 – 0 | C.D. Universidad de Navarra | Suche Stawy Widzów: 1 200 |
|                  |                                                         |            |                             |                           |

### Najlepsi strzelcy
| Ranking | Nazwisko    | Drużyna          | Gole |
| ------- | ----------- | ---------------- | ---- |
| 1       | M. Krawczyk | Hutnik Nowa Huta | 1    |
| 2       | Ł. Cichy    | Hutnik Nowa Huta | 1    |
| 3       | M. Nawrot   | Hutnik Nowa Huta | 1    |

## Welcome to Nowa Huta 2012
Wyniki 3. edycji turnieju piłkarskiego Welcome to Nowa Huta, który odbył się w dniu 28 lipca 2012 r. na stadionie Suche Stawy w Krakowie.

### Mecze
| 28 lipca 2012 | Hutnik Nowa Huta · Zimny 64' | 1 – 20 – 1 | FC Petržalka 1898 · Hečko 36' · Malík 70' | Suche Stawy Widzów: 1 500 |
|               |                              |            |                                           |                           |

### Najlepsi strzelcy
| Ranking | Nazwisko | Drużyna           | Gole |
| ------- | -------- | ----------------- | ---- |
| 1       | F. Hečko | FC Petržalka 1898 | 1    |
| 2       | D. Zimny | Hutnik Nowa Huta  | 1    |
| 3       | M. Malík | FC Petržalka 1898 | 1    |

## Welcome to Nowa Huta 2013
Wyniki 4. edycji turnieju piłkarskiego Welcome to Nowa Huta, który odbył się w dniu 27 lipca 2013 r. na stadionie Suche Stawy w Krakowie.

### Mecze
| 27 lipca 2013 | Hutnik Nowa Huta · Orłowski 31' | 1 – 21 – 0 | Ferencvarosi TC II Budapeszt · Birtalan 73' · Marcinasko 89' | Suche Stawy Widzów: 1 500 |
|               |                                 |            |                                                              |                           |

### Najlepsi strzelcy
| Ranking | Nazwisko      | Drużyna                      | Gole |
| ------- | ------------- | ---------------------------- | ---- |
| 1       | K. Orłowski   | Hutnik Nowa Huta             | 1    |
| 2       | J. Birtalan   | Ferencvarosi TC II Budapeszt | 1    |
| 3       | M. Marcinasko | Ferencvarosi TC II Budapeszt | 1    |

## Welcome to Nowa Huta 2014
Wyniki 5. edycji turnieju piłkarskiego Welcome to Nowa Huta, który odbył się w dniu 19 lipca 2014 r. na stadionie Suche Stawy w Krakowie.

### Mecze
| 19 lipca 2014 | Hutnik Nowa Huta · Kołakowski 90' | 1 – 60 – 5 | Dynamo-2 Kijów · Morozenko 4' · Morozenko 23' · Miakuszko 26' · Gemega 34' · Choblenko 44' · Majk 84' | Suche Stawy Widzów: 1 800 |
|               |                                   |            | |                           |

### Najlepsi strzelcy
| Ranking | Nazwisko      | Drużyna          | Gole |
| ------- | ------------- | ---------------- | ---- |
| 1       | J. Morozenko  | Dynamo-2 Kijów   | 2    |
| 2       | S. Miakuszko  | Dynamo-2 Kijów   | 1    |
| 3       | W. Gemega     | Dynamo-2 Kijów   | 1    |
| 4       | O. Choblenko  | Dynamo-2 Kijów   | 1    |
| 5       | O. Majk       | Dynamo-2 Kijów   | 1    |
| 6       | J. Kołakowski | Hutnik Nowa Huta | 1    |

## Welcome to Nowa Huta 2015
Wyniki 6. edycji turnieju piłkarskiego Welcome to Nowa Huta, który odbył się w dniu 18 lipca 2015 r. na stadionie Suche Stawy w Krakowie.

### Mecze
| 18 lipca 2015 | Hutnik Nowa Huta · Sierakowski 42' | 1 – 51 – 3 | Partizan Baredjov · Ivanko-Macej 5' · Gruca 10' · Ivanko-Macej 30' · Berecký 51' · Popik 72' | Suche Stawy Widzów: 900 |
|               |                                    |            |                                                                                              |                         |

### Najlepsi strzelcy
| Ranking | Nazwisko        | Drużyna           | Gole |
| ------- | --------------- | ----------------- | ---- |
| 1       | J. Morozenko    | Dynamo-2 Kijów    | 2    |
| 2       | L. Ivanko-Macej | Partizan Baredjov | 2    |
| 3       | S. Miakuszko    | Dynamo-2 Kijów    | 1    |
| 4       | W. Gemega       | Dynamo-2 Kijów    | 1    |
| 5       | O. Choblenko    | Dynamo-2 Kijów    | 1    |
| 6       | O. Majk         | Dynamo-2 Kijów    | 1    |
| 7       | J. Kołakowski   | Hutnik Nowa Huta  | 1    |

## Zwycięzcy
| 2010 | Niemcy   | 1. FC Magdeburg           |
| 2011 | Polska   | Hutnik Nowa Huta          |
| 2012 | Słowacja | FC Petržalka 1898         |
| 2013 | Węgry    | Ferencvarosi II Budapeszt |
| 2014 | Ukraina  | Dynamo-2 Kijów            |
| 2015 | Słowacja | Partizan Baredjov         |

## Kluby, które brały udział w „Welcome to Nowa Huta”
| Ukraina   | Dynamo-2 Kijów            | 2014                         |
| Węgry     | Ferencvarosi II Budapeszt | 2013                         |
| Polska    | Hutnik Nowa Huta          | 2010, 2011, 2012, 2013, 2014 |
| Niemcy    | 1. FC Magdeburg           | 2010                         |
| Słowacja  | FC Petržalka 1898         | 2012                         |
| Słowacja  | Partizan Baredjov         | 2015                         |
| Hiszpania | CD Universidad de Navarra | 2011                         |